# Annibale Caccavello

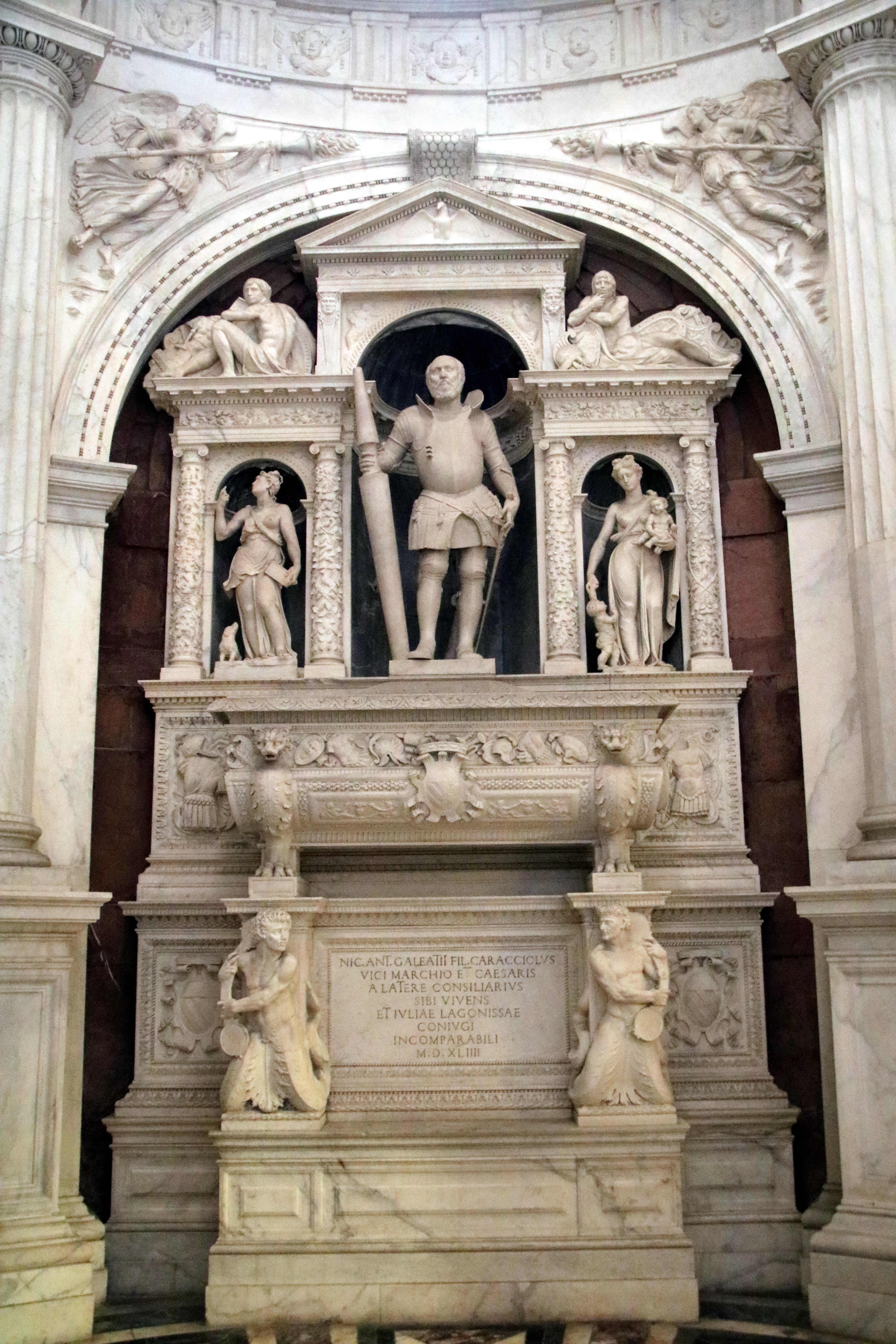
Annibale Caccavello e Giovanni Domenico D'Auria, Sepolcro di Nicolantonio Caracciolo, 1573, Cappella Caracciolo di Vico, chiesa di San Giovanni in Carbonara, Napoli

Annibale Caccavello (Napoli, 1515 – Napoli, 1570) è stato uno scultore e architetto italiano.

## Biografia

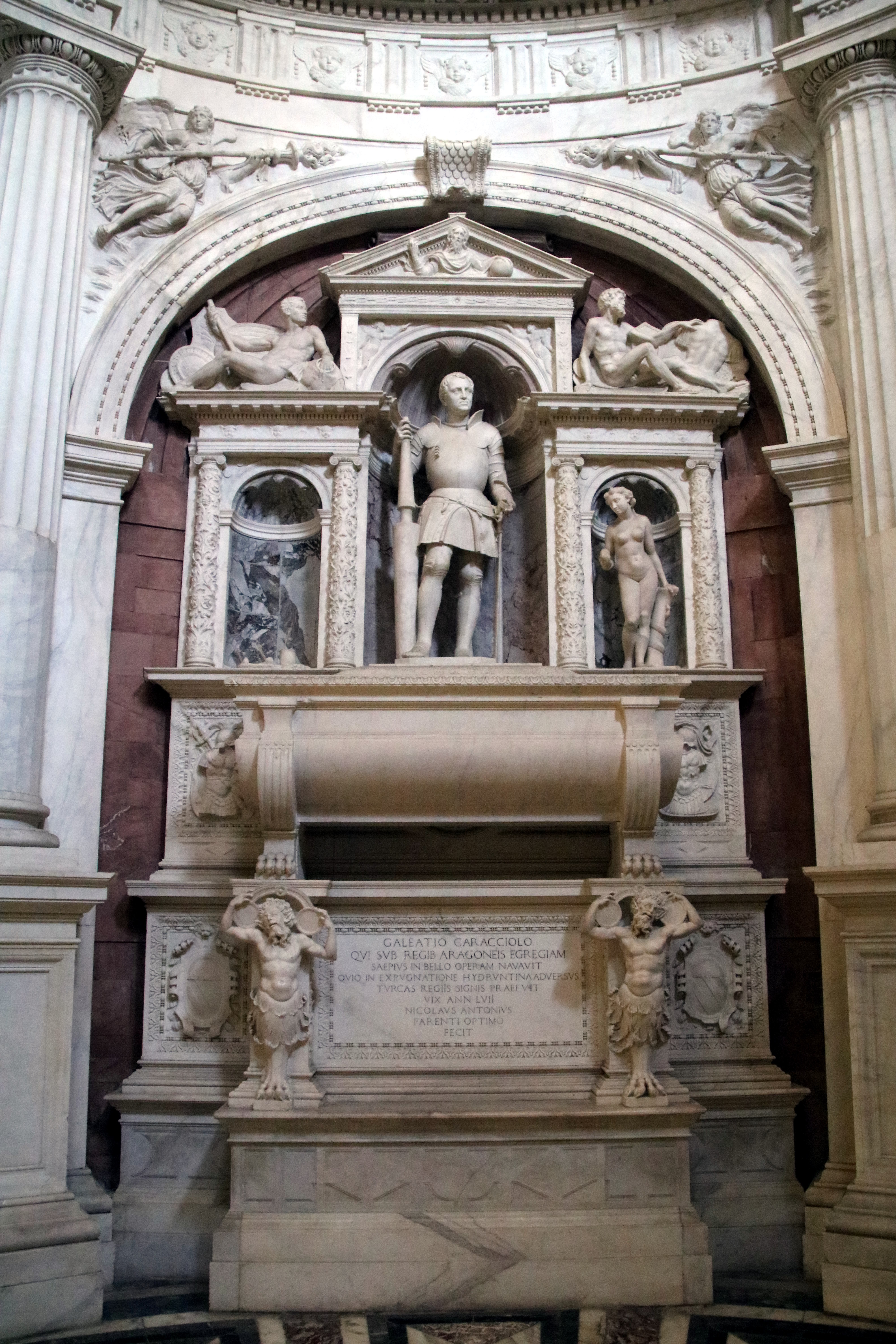
Annibale Caccavello e Giovanni Domenico D'Auria, Sepolcro di Galeazzo Caracciolo, 1557, Cappella Caracciolo di Vico, chiesa di San Giovanni in Carbonara Napoli

Di famiglia originaria di Massa Lubrense che lavorava il marmo, fin da piccolo si appassionò alla scultura. Per questo motivo, il padre lo inviò da Giovanni da Nola, di cui ben presto divenne discepolo, assieme a Giovan Domenico d'Auria. Questo trio ebbe subito modo di farsi notare per la realizzazione del complesso funerario della celebre cappella Caracciolo di Vico nella Chiesa di San Giovanni a Carbonara. In particolare, Annibale realizzò per la predetta famiglia gentilizia le statue di Sant'Andrea apostolo, di San Giovanni Battista e di Sant'Agostino.
Secondo Benedetto Croce, la sua bravura lo rese più noto e apprezzato rispetto ai due colleghi. Vero è comunque che, alla morte del maestro, il sodalizio tra Caccavello e d'Auria si configurò come un vero e proprio «predominio nel panorama scultoreo napoletano» del XVI secolo. Un brillante esito della loro sinergia, come segnalò Salvatore Di Giacomo, si può riscontrare nel complesso scultoreo rappresentato dalla Fontana dei Quattro del Molo, per il quale la coppia realizzò le «statue gigantesche» dedicate ai fiumi Tigri, Eufrate, Gange e Nilo.
Caccavello, che ebbe a sua volta molti discepoli, realizzò altre notevoli sculture e opere architettoniche, quali i sepolcri di Odet Foix de Lautrec e di Pedro Navarro presenti nella Chiesa di Santa Maria la Nova, la tomba di Porzia Capece Rota nella Basilica di San Domenico Maggiore, l'altare celebrativo (con la statua della Madonna delle Grazie) del vescovo Luca Rainaldi conservato al Museo Campano di Capua, e l'urna di Fabrizio Brancaccio nella chiesa di Santa Maria delle Grazie Maggiore a Caponapoli, definita da Camillo Minieri Riccio un «necrofilia».

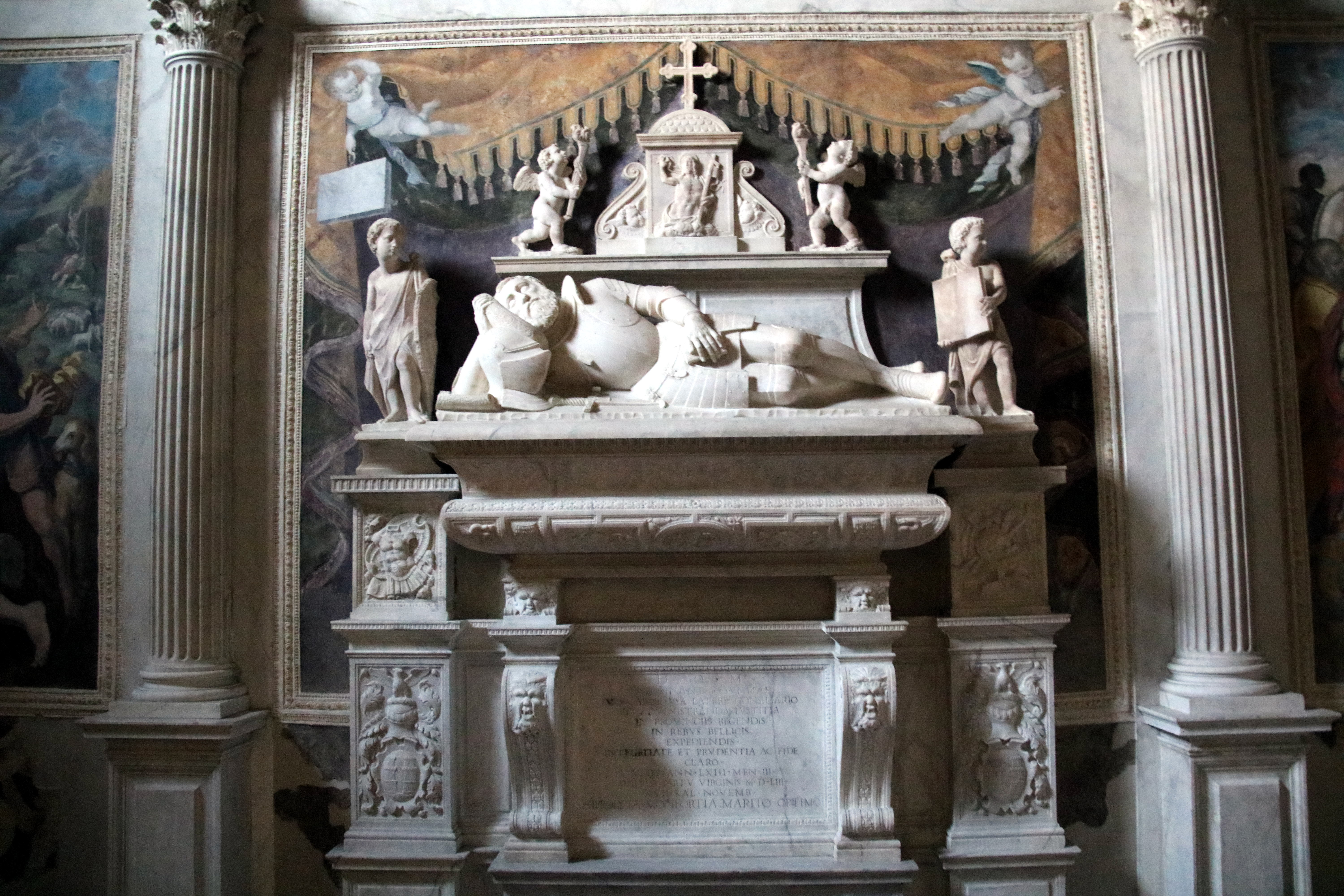
Annibale Caccavello, Monumento funebre di Scipione Somma, cappella Somma, chiesa di San Giovanni in Carbonara, Napoli

Negli ultimi anni di vita, Caccavello collaborò ancora col Da Nola e con D'Auria nella realizzazione del sepolcro di Don Pedro de Toledo, realizzando alcune delle Virtù poste sopra il sarcofago.
Come architetto eresse e decorò insieme a Giovan Domenico d'Auria la Cappella di Somma nella Chiesa di San Giovanni a Carbonara.